# Get Animal 2
Get Animal 2 è il quinto album di Adam Bomb, uscito nel 2000 per l'Etichetta SPV GmbH.

## Tracce
1. D.W.I. On The Info-Superhighway
2. Pissed
3. New York New York
4. Je T'aime Bebe
5. Better Red Than Dead
6. Lights Out
7. Star Crossed Life
8. Cali
9. Nine Times A Day
10. No! No! No! No!
11. Pills
12. Kerrang (Box O' Shite)
13. Faceplant

## Formazione
- Adam Bomb - voce, chitarra
- Consi Spice - batteria, cori
- Dennis "Multa" Marcotte - basso